# West Cape May
West Cape May is een plaats (borough) in de Amerikaanse staat New Jersey, en valt bestuurlijk gezien onder Cape May County.

## Demografie
Bij de volkstelling in 2000 werd het aantal inwoners vastgesteld op 1095.
In 2006 is het aantal inwoners door het United States Census Bureau geschat op 1007, een daling van 88 (-8,0%).

## Geografie
Volgens het United States Census Bureau beslaat de plaats een oppervlakte van
3,1 km², geheel bestaande uit land.

## Plaatsen in de nabije omgeving
De onderstaande figuur toont nabijgelegen plaatsen in een straal van 8 km rond West Cape May.